# 竹馬抄
竹馬抄（ちくばしょう）は、室町幕府の管領・斯波義将が子孫のために記した家訓。武家家訓を扱った書物で原文を見ることができる。『群書類従』所収の立原万蔵本書写に永徳3年（1383年）2月9日とある。序文と十箇条からなる。著者については異説がある。

## 内容
原文は全文。訳注は下記参考文献

### 序文
人間は公に見て人間としての在るべき姿が大切であり、子孫のことを考えて行動すべきである。命を惜しんではいけない、しかし、命を軽んじて死すべきときでないときに死ぬのは汚名となる。大事にそなえて思案していなければ、死すべきときを無為に過ごしてしまい後悔することになると説いている。
（「弓箭」＝ゆみや、古代中国では、東部で弓矢、西部で弓箭の文字が使われていた。「弓箭とり」＝武士、「うき名」＝不名誉、「いひがひなき名」＝汚名、「当座のけ」＝その場の気分、「あはつか」＝うっかり、軽々しく、「綱」＝源頼光の四天王の渡辺綱、「ときこと（とし）」＝機敏、鋭敏、「案者」＝思案する人）

### 第一条
人の立ち居振る舞いについてのべている。人の行為はその人の品格や心を表しているのだから心美しく誠実に、また、外形も整えておかねばならない。
（「うちとく」＝油断する）

### 第二条
親子関係について、親の教えを決して軽んじてはならないと説いている。

### 第三条
仏神の崇敬の話である。心の正直な人を神仏は見捨てない。困ったときのみ祈るのでは、真実の道には至れないという価値観。
以下要略をのべる。「仏神をあがめたてまつるべきだと云うことは、人としての道であるから、改めて言うまでもない、その中に、いささか心得て置くべきことがある。仏のこの世に現ることや、神が姿をかえて具現しているのは、皆世のため人のためである。であるから人を悪しかれとはしない。心をいさぎよくして仁義礼智信を正しく持って人としての根本を明らかにするようにさせることにある。その外に何のために出現なされるだろうか、いやない。此本意を心得てないから、仏を信ずるとして、人民をわづらはし人の物をとって、寺院をつくり、或は神を敬うと云って人民の領地を没収し神社の祭礼ばかりしている。こんなことでは、仏事も神事も、神仏の心に背くことになると思う。たとえ一度の勤行をもせず、一度の宮参りをしなくとも、心正直に慈悲あらん人を、神も仏も疎かにはご覧なさらないだろう。ことさら伊勢太神宮、八幡大菩薩、北野天神の神々も心すなおに正直な心の人の頭にお宿りになるであろう。」
（「存（ありう）べき」＝当然の、「うき時」＝心配事のある時、「はかなし」＝お粗末、幼稚、「しるし」＝ご利益、霊験）

### 第四条
主君へ仕える心がけ。武士の存在そのものが主君の恩に基づくものであるから奉公がさきでその結果恩賞があるのだ、と述べる。
（「蒙る」＝こうむる、「うしろざま」＝後ろ向きの、「うたてし」＝不快だ、嫌らしい、情けない）

### 第五条
奉公の仕方をいう。

### 第六条
良い家柄でも、良い容姿でも、教養がないと見苦しい。芸事をたしなむべきである。心得がないために人並みの交際が出来ない事は残念なことである。と説く。
（「能の有人」＝芸能のたしなみのある人、「功の入ぬる事」＝功は年功、年季の入ったものは、「尋常（つねづね）し」＝教養のある、「歌よむとて～露をだにえはらはず」＝芸事の作法を知らないが為の失態の例を挙げている。「象棊」＝音からして将棋のことか、）

### 第七条
人を使う心得。「たとひわが心とちがふ人なりとも、物によりてかならず用べきか。（自分の好悪によるのではなく、適材適所を考えるべきで、無用の人はいない）」の一文に尽きる。また心の正直でない人は、何事でも完成させることができない。万能一心というのもそういうことを云っているのだと思われる。
（「轅」＝えん（訓読みはながえ）、牛車などの車を引くために前に左右二本伸びている棒、「徒（あだ）なる人」＝役に立たない人、「入眼」＝じゅげんと読む、叙位のとき位階の記された文書に氏名を書き入れて完成させること、転じて、物事を完成させること、）

### 第八条
理想的人格への修養の仕方を論じている。普通源氏物語や枕草子などを通じてれ人のふるまい、心のよしあしを学び知ることが出来るが、その教養を自身につけるためには友人を選ぶことが大切で、教養の有る人を友とすべきである。仮名などを書いているのも、女のよく物を書く人に出会い教わったからである。和歌や連歌、蹴鞠をたしなんでいたのも、若い友達と競い合っていたから。楽器は親が熱心で、よくわからないままやっていたが、暇がなくなり中断した。その後そういう素養のある友人とも出会わず、志はむなしくなった。残念である。風流な人というのは、世の無常を観て、繊細にものの哀愁を感じて、礼儀正しく端正である。今の時代には風流人はいない。ただ若くて、盛りであるから、なんとなくよく見えるだけなのに、それだけを誇りにして、教養を得ようともせず、精神を修養しようともしない。こちらが恥ずかしくなるほど立派な人に出会ってしまえば、たちまち見劣りするというのに。教養、芸のたしなみのない人が年をとったら、狐狸が年をとったのと同じである。
（「あなかしこ」＝後ろに否定語を伴い、ゆめゆめ、決して～してはならない、「おのづからなるる人のやうになりもて行くなり」＝自然と親しい人と同じようになっていく、「まり」＝蹴鞠、「まじらひ」＝つきあい、「かいがいし」＝まめやか、てきぱき、「などか～ならん」＝反語、「糸竹」＝箏、琵琶など楽器の総称、「さしもおやの重ぜられて、」＝親がたいそう重んじていて、「くはんじて」＝観じて、「はづかしからん人」＝こちらが恥ずかしくなるような立派な、優れている人、「すける人」＝すけるはすき、色好む人、風流な人、「いたづら人」＝つまらない人、）

### 第九条
青年のうちに、道理に従って修養を積む事が必要であると説く。
（「もとをし」＝（回、廻）めぐらす、まわす、「をだし」＝穏し、おだやか、おちついている、「閑」＝しづか、「此比」＝このごろ、「めたれ」＝人の弱点につけこむ、「わわく」＝枉惑と書く、横着、「思ひわく」＝分別する、思い分ける、「利根」＝かしこい性質）

### 第十条
この世に住む限り我執にとらわれてはならない。我意を押し通せば「天道のいましめを蒙るべき」と述べている。他人を欺いてはならない、戦いの際もこの心得を守るべきであると謂う。
（「ねぢけ」＝ひねくれている、素直でない、「佞」＝（音読みニョウ、ネイ）おもねる、へつらう、「余念」＝他の考え、他念、「おほけなくとも」＝分不相応でも、畏れ多くても、「心やすし」＝親しい、気安い、「凡」＝およそ、「涯分」＝身分相応、身の程、分限、）

## 著者についての異説
前田育徳会尊経閣文庫所蔵の『竹馬消息』が、『竹馬抄』と条文の構成、内容ともにほぼ同じで、その奥書に今川了俊の作であると記されている。『竹馬消息』は、豊臣秀吉の小田原征伐の際、小田原城に篭城していたものが書写したという。天正18年（1590年）6月13日と記されている。これらの根拠は不明である。この『竹馬消息』は、『竹馬抄』と第八条が大きく異なる。『源氏物語』、『枕草子』という具体的な書物の名が挙げられていない。和歌、連歌に関しても何も記述がない（「二代の集」についても）。「糸竹の道」は「弓馬のいとなみにまぎれ、あるいは都鄙のどうらんにさまたげられ、少年の比は将軍家につかへて」暇がなく中絶したとある。業平、行平、黒主の歌の記載がない、といった点である。
今川了俊説では、『竹馬抄』の第八条の、『源氏物語』、『枕草子』は重要な教養であるからよく親しむように、という教養観が、『了俊弁要抄』と同じであることが挙げられる。
第二に、同じ第八条に、「かたのごとく和歌の道に入りて、二代の集に名をかけて侍ること、」とあり、「二代の集」の解釈が分かれる点である。『群書類従』の傍注には新後拾、新続古と書いてあるが、『新後拾遺和歌集』には斯波義将の和歌は六首撰集されているが、『新続古今和歌集』の成立は永享11年（1439年）で『竹馬抄』成立の1383年頃とはかけ離れていて、「二代の集」を解釈しなおさなければならなくなる。学習院大学名誉教授筧泰彦によると「二代の集」は『新後拾遺和歌集』のことで、その理由は、後円融天皇、後小松天皇の二代に渡って撰定された勅撰和歌集はこれ以外に存在しないので、特に「二代の集」といったという（『中世武家家訓の研究』 風間書房）。『新後拾遺和歌集』の成立は至徳元年（1384年）で『竹馬抄』の成立の永徳3年（1383年）はその前年となる。今川了俊のほうは『風雅和歌集』、『新拾遺和歌集』に三首撰集されている。
『竹馬抄』と今川了俊の『難太平記』の君主への奉公、忠義の価値観を比較した場合、了俊著作説には難があるという。

## 成立の背景と価値
武士の理想像を述べており、倫理的思想を説き社会の指導者のあるべき姿を示している。戦乱に明け暮れた時代に書かれたが、それを超越し普遍的な人間の理想をも説いている。本書が平和かつ安定していた江戸期に広く教訓書として受け入れられたのも、安定した社会における政治の担い手の理想像を本書に見出しているからといわれる。
公家の文化にもこういった恥の概念、人の目を意識する価値観はあったのだろうが、公武権力の一体化が推進され、自分より高位の公家達がいる世界へ入って行く、室町時代の武士のほうが、人の目に対する緊張感が強かったのかもしれない。管領であった斯波義将が正四位下、右衛門督に叙任されたとき「武臣の右衛門督、未だ聞かざる事也」（『荒暦』）と噂になったという。伊勢貞親の家訓にも、人の目、他人の評判を気にする価値観がある。伊勢氏も足利将軍家の政所執事で政治的影響力は大きかったが、冠位、家格は低かった。

## 他の武家家訓
- 北条重時 『六波羅殿御消息』（別本に『極楽寺殿御消息』があり、内容はほぼ同じ）
- 今川了俊 『今川了俊愚息仲秋制詞条々』（『今川壁書』）
- 伊勢貞親 『為愚息教訓一札』
- 朝倉敏景 『朝倉敏景十七箇条』
- 上杉定正 『上杉定正状』
- 北条早雲 『早雲寺殿廿一箇条』
- 北条氏綱 『北条氏綱公御書置』
- 武田信繁 『武田信繁家訓』
- 多胡辰敬 『多胡辰敬家訓』
- 毛利元就 『毛利元就遺誡』
- 鳥居元忠 『鳥居元忠遺誡』（『鳥居彦右衛門元忠嫡子新太郎忠政へ与ふる書』）
- 黒田如水 『黒田如水教諭』
- 本多忠勝 『本多中書家訓・御遺書』（『本多平八郎忠勝家訓』）
- 島津義久 『島津義久教訓』
- 加藤清正 『加藤清正掟書』
- 鍋島直茂 『直茂様御教訓ヶ条覚書』
- 黒田長政 『黒田長政遺言・掟則』
- 藤堂高虎 『藤堂和泉守高虎息大学頭高次へ遺す文書』（『藤堂高虎遺書』）
- 土井利勝 『土井利勝遺訓』
- 徳川義直 『御宝訓』（『敬公遺誡』）、『徳川義直（源敬公）遺言』
- 井伊直孝 『井伊直孝遺訓』（『井伊掃部頭直孝息直澄へ遺訓』）、『井伊直孝教訓』（『井伊直孝主榊原政房へ教諭書留』）
- 徳川頼宣 『紀南竜公訓論』（『紀伊亜相頼宣卿訓諭』）
- 保科正之 『保科正之家訓』